# Obraz Zbawiciela Nie Ludzką Ręką Uczyniony (ikona nowogrodzka z XII w.)
Obraz Zbawiciela Nie Ludzką Ręką Uczyniony (cs. i ros. Спас Нерукотворный, Spas Nierukotwornyj) – ikona procesyjna powstała w XII w. w kręgu nowogrodzkiej szkoły ikonograficznej. Na jej odwrocie znajduje się ikona Pokłonu Zwycięskiemu Krzyżowi. Przechowywana od XVI w. w soborze Zaśnięcia Matki Bożej na Kremlu moskiewskim, a po jego zamknięciu dla celów kultowych – w Galerii Trietiakowskiej.

## Historia i opis
Czas powstania ikony szacowany jest na XII w., bez dokładniejszego doprecyzowania (niektóre źródła podają co najwyżej II połowę tego stulecia). 
Ikona najprawdopodobniej powstała w kręgu nowogrodzkiej szkoły ikonograficznej i została przewieziona do Moskwy za panowania Iwana Groźnego. Przypuszcza się, że pierwotnie została napisana dla cerkwi Obrazu Zbawiciela Nie Ludzką Ręką Uczynionego położonej w Nowogrodzie Wielkim przy ul. Dobrynińskiej, być może w okresie remontu tej świątyni, o którym wspomina się w latopisach pod datą 1191. Za nowogrodzkim pochodzeniem wizerunku sprzyja obecność charakterystycznych  cech języka używanego w Nowogrodzie Wielkim w napisach na ikonie (zamiana „cz” na „c”) oraz podobieństwo postaci aniołów na ikonie oraz na freskach w cerkwi Zbawiciela nad Nieriedicą. Według innego źródła, W. Łazariewa, ikony po obydwu stronach powstały we Włodzimierzu, są dziełem miejscowego ikonografa wzorującego się na ikonie powstałej w Kijowie lub, co mniej prawdopodobne, w Bizancjum. Według tego autora autorem ikony Pokłonu Zwycięskiemu Krzyżowi mógł być ikonograf nowogrodzki lub kijowski, pracujący we Włodzimierzu.
Wizerunek Zbawiciela ściśle oparty jest na wzorach bizantyjskich. Ikonę cechuje surowość i oszczędność wizerunku, niemal doskonale symetrycznego (wyjątkiem jest nieznacznie uniesiona lewa brew Chrystusa). Ikonograf oszczędnie posłużył się również barwami, utrzymując całość w różnych odcieniach żółtawej i oliwkowej ochry, być może jednak pierwotna kolorystyka ikony była żywsza, a dawne wierzchnie warstwy wizerunku uległy zniszczeniu. Twarz Zbawiciela ukazana została w okrągłej aureoli z wpisanym w nią krzyżem barwy kości słoniowej. Chrystus spogląda w prawą stronę. Jego włosy są ciemnej barwy, podkreślone złotymi liniami, broda rozdwaja się. W lewym i prawym narożniku wizerunku znajduje się zachowany szczątkowo podpis – litery IC XC (Iisus Chrystos).

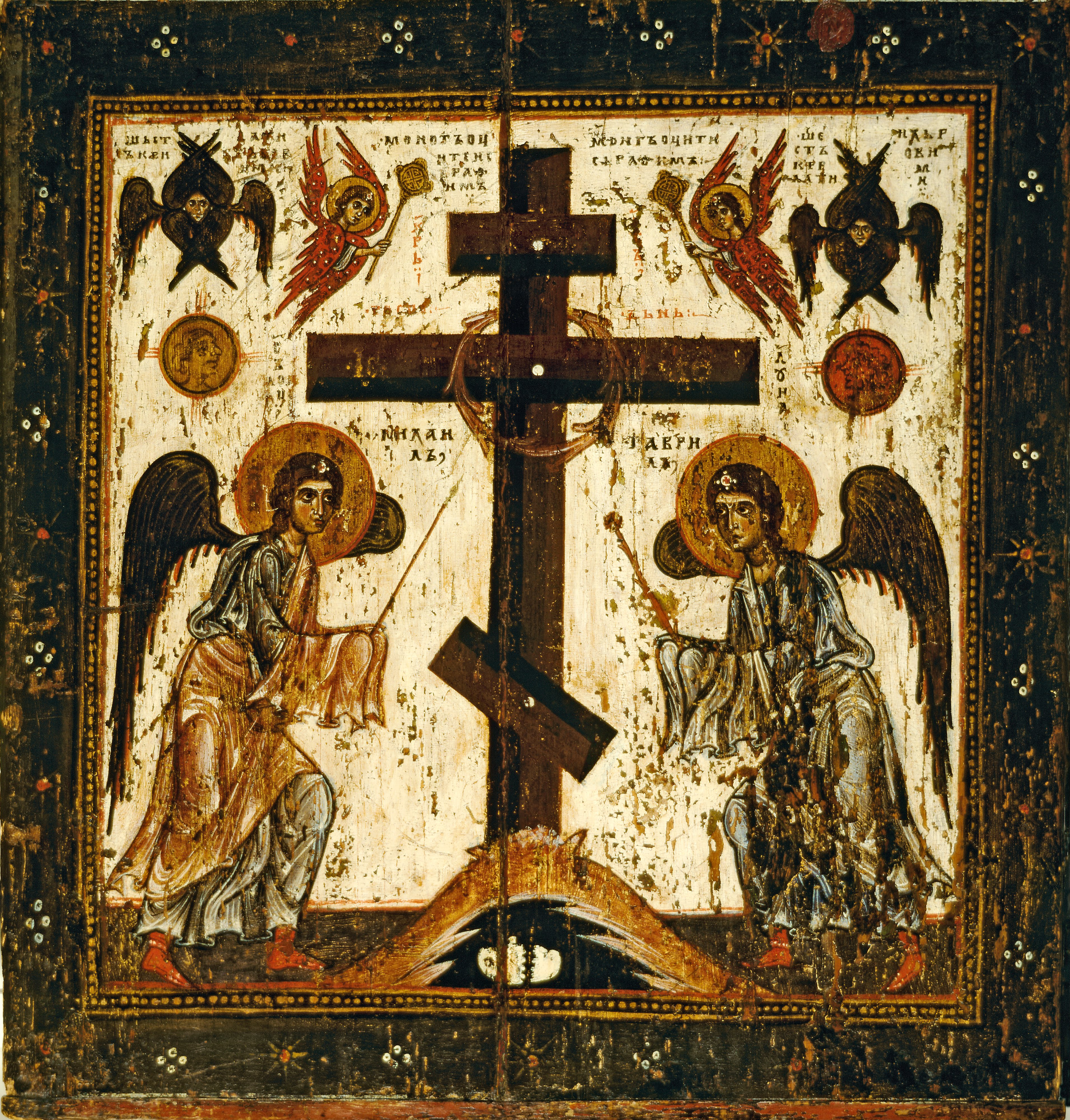
Pokłon Zwycięskiemu Krzyżowi, ikona na odwrocie

Na odwrocie głównej ikony znajduje się druga ikona przedstawiająca Pokłon Zwycięskiemu Krzyżowi (z gr. Nikitirion). Widnieje na niej prawosławny krzyż z nałożonym wieńcem, adorowany przez archaniołów Gabriela i Michała niosących narzędzia Męki Pańskiej – trzcinę z gąbką (trzymają przez Gabriela) i włócznię (niesie ją archanioł Michał). Ponad głowami aniołów widoczne są alegoryczne przedstawienia słońca i księżyca, w postaci ujętych z profilu twarzy, oraz cherubiny o czerwonych skrzydłach i ciemnooliwkowe serafiny. Krzyż wznosi się ponad pieczarą, w której spoczywa czaszka Adama. Obramowanie ikony naśladuje wygląd ryzy z drogimi kamieniami i zachowało się jedynie w niewielkich fragmentach. Gama kolorów użyta w tej ikonie jest szersza niż w przypadku wizerunku Chrystusa, pojawiają się zarówno wyraziste barwy czerwona, biała i żółta, jak i ciemne brązy i oliwka oraz barwa brązowawo-różowa i jasnobłękitna. Tło kompozycji jest białe, z czerwonymi i czarnymi napisami.